# A Tuner of Note

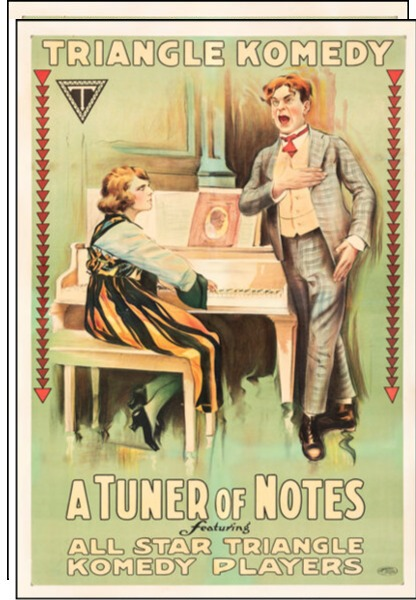
Poster du film "A Tuner of Note"

A Tuner of Note est un film américain réalisé par Harry McCoy, sorti en 1917.

## Fiche technique
- Titre original : A Tuner of Note
- Réalisation : Harry McCoy
- Assistant : Ray Grey
- Photographie : Charles R. Seeling
- Production : Mack Sennett
- Société de production : Keystone
- Société de distribution : Keystone
- Pays d’origine :  États-Unis
- Langue originale : anglais
- Format : noir et blanc — 35 mm — 1,37:1 — Film muet
- Genre : Comédie
- Durée : une bobine - 300 m
- Date de sortie :
  - États-Unis : 25 mars 1917

## Distribution
- Harry McCoy
- Miriam Spencer
- Vivian Edwards
- Frank Bond
- Dale Fuller
- Elsie Greeson
- Don Likes